# Pseudobulweria macgillivrayi
Il petrello delle Figi (Pseudobulweria macgillivrayi, G.R.Gray, 1860) è un uccello marino della famiglia Procellariidae, endemico dell'isola di Gau..

## Distribuzione e habitat
Il petrello delle Figi è stato osservato nel 1855 per la prima volta a Gau, nel mar di Koro, dal naturalista John MacGillivray. Fu ridiscoperto solo nel 1984. Si suppone che l'intera popolazione sia di meno di 50 esemplari.

## Conservazione
La Lista rossa IUCN classifica Pseudobulweria macgillivrayi come specie in pericolo critico di estinzione (Critically Endangered).